# Landifay-et-Bertaignemont
Landifay-et-Bertaignemont es una comuna francesa situada en el departamento de Aisne, de la región de Alta Francia.

## Geografía
Está ubicada a 20 km al oeste de Vervins. 

## Demografía
| 512 | 482 | 389 | 339 | 312 | 277 | 299 | 280 |
| Para los censos de 1962 a 1999 la población legal corresponde a la población sin duplicidades (Fuente: INSEE [Consultar]) |     |     |     |     |     |     |     |